# L'Ascenseur : Niveau 2
Pour les articles homonymes, voir Ascenseur (homonymie) et Down.
Pour plus de détails, voir Fiche technique et Distribution.
L'Ascenseur : Niveau 2 (Down) est un film américano-néerlandais réalisé par Dick Maas, sorti en 2001. Le film est un remake de L'Ascenseur, sorti en 1983.

## Fiche technique
- Titre : L'Ascenseur : Niveau 2
- Titre original : Down
- Réalisation : Dick Maas
- Scénario : Dick Maas
- Production : Laurens Geels, Dick Maas, William S. Gilmore et Heinz Thym
- Société de production : First Floor Features (nl)
- Musique : Paul M. van Brugge
- Photographie : Marc Felperlaan
- Montage : Bert Rijkelijkhuizen
- Décors : John Graysmark (en)
- Costumes : Linda Bogers
- Budget : 15 millions de dollars
- Pays d'origine :  États-Unis,  Pays-Bas
- Format : Couleurs - 2,35:1 - Dolby Digital EX - 35 mm
- Genre : Action, horreur, science-fiction et thriller
- Durée : 110 minutes
- Dates de sortie :
  -  France : 11 mai 2001 (festival de Cannes)
  -  Pays-Bas : 6 septembre 2001 (Pays-Bas)
  -  France : 23 janvier 2002 (France)
  - 20 mai 2003 (sortie vidéo États-Unis)
- Film interdit aux moins de 12 ans lors de sa sortie en France.

## Distribution
- James Marshall (VF : Lionel Melet) : Mark Newman
- Naomi Watts (VF : Laura Blanc) : Jennifer Evans
- Eric Thal (en) (VF : Constantin Pappas) : Jeffrey
- Michael Ironside (VF : Vincent Grass) : Gunter Steinberg
- Edward Herrmann (VF : Benoît Allemane) : Milligan
- Dan Hedaya (VF : Philippe Peythieu) : le lieutenant McBain
- Ron Perlman (VF : Marc Alfos) : Mitchell
- Kathryn Meisle : Mildred
- Martin McDougall : Andy, un agent de la sécurité
- John Cariani (en) : Gary, un agent de la sécurité
- David Gwillim (en) : M. Faith, l'homme aveugle
- Peter Banks : le chef de la maintenance
- William Vanderpuye (en) : Murphy
- Wilke Durand : la femme de Kowalski
- Todd Boyce : le capitaine de police
- Ike Barinholtz : Assistant Milligan (Niles Benson)
- Jackie Hoffman : Journaliste #3

 Source et légende : version française (VF) sur RS Doublage

## Autour du film
- Le tournage s'est déroulé à Almere et Amsterdam aux Pays-Bas, ainsi qu'à New York et Washington aux États-Unis.
- Dick Maas réalise ici un remake de L'Ascenseur, qu'il avait lui-même réalisé en 1983.
- Quand Jennifer et Mark cherchent des informations à propos de Gunter Steinberg sur le site web de l'université Harvard, on peut lire que sa date de naissance est le 15 avril 1951, qui est également celle du réalisateur Dick Maas.

## Bande originale
- She's Not There, interprété par The Zombies
- Hot Shot, interprété par Karen Young (en)
- Goodbye My Friend, interprété par Karla Bonoff
- Come On, interprété par Chuck Berry
- Love in an Elevator, interprété par Aerosmith